# Olympische Sommerspiele 2012/Leichtathletik – Hammerwurf (Männer)

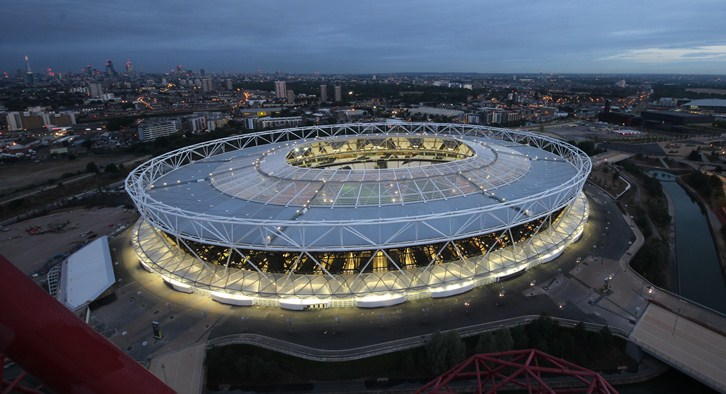
Das Olympiastadion von London im Jahr 2015

Der Hammerwurf der Männer bei den Olympischen Spielen 2012 in London wurde am 3. und 5. August 2012 im Olympiastadion London ausgetragen. 41 Athleten nahmen teil.
Beim olympischen Hammerwurfwettbewerb kamen erstmals funkgesteuerte Modellautos der Marke Mini Cooper zum Einsatz, die das Sportgerät wieder zurück zum Abwurfkreis brachten.
Olympiasieger wurde der Ungar Krisztián Pars, der vor dem Slowenen Primož Kozmus gewann. Die Bronzemedaille errang der Japaner Kōji Murofushi.
Athleten aus Deutschland, der Schweiz, Österreich und Liechtenstein nahmen nicht teil.

## Aktuelle Titelträger
| Olympiasieger                      | Primož Kozmus ( Slowenien)        | 82,02 m | Peking 2008       |
| Weltmeister                        | Kōji Murofushi ( Japan)           | 81,24 m | Daegu 2011        |
| Europameister                      | Krisztián Pars ( Ungarn)          | 79,72 m | Helsinki 2012     |
| Zentralamerika und Karibik-Meister | Roberto Janet ( Kuba)             | 71,65 m | Mayagüez 2011     |
| Südamerika-Meister                 | Juan Ignacio Cerra ( Argentinien) | 72,12 m | Buenos Aires 2011 |
| Asienmeister                       | Ali Mohamed al-Zankawi ( Kuwait)  | 73,73 m | Kōbe 2011         |
| Afrikameister                      | Chris Harmse ( Südafrika)         | 77,22 m | Porto-Novo 2012   |
| Ozeanienmeister                    | Alex Rose ( Samoa)                | 51,10 m | Cairns 2012       |

## Bestehende Rekorde
| Weltrekord         | Jurij Sedych ( Sowjetunion)    | 86,74 m | Stuttgart, Deutschland    | 30. August 1986    |
| Olympischer Rekord | Sergei Litwinow ( Sowjetunion) | 84,80 m | Finale OS Seoul, Südkorea | 26. September 1988 |

Der nun schon seit 24 Jahren bestehende olympische Rekord wurde auch bei diesen Spielen nicht erreicht. Der weiteste Wurf gelang dem ungarischen Olympiasieger Krisztián Pars in seinem dritten Versuch im Finale am 5. August auf 80,59 m. Damit blieb er 4,21 m unter dem Olympia- und 6,15 m unter dem Weltrekord.

## Doping
Insgesamt gab es fünf Dopingfälle in dieser Disziplin:
- Der Belarusse Iwan Zichan, der bereits mehrfach von dopingbedingten Aberkennungen seiner unrechtmäßig gewonnenen Medaillen betroffen war, durfte nach positiven Dopingtests gar nicht erst zu den Spielen anreisen.[3]
- Der im Finale zunächst fünftplatzierte Russe Kirill Ikonnikow wurde vom IOC nachträglich wegen Dopingmissbrauchs disqualifiziert. Bei Nachuntersuchungen seiner Dopingprobe wurde die verbotene Substanz Dehydrochlormethyltestosteron, ein leistungssteigerndes anaboles Steroid, nachgewiesen.[4]
- Auch bei dem im Finale zunächst zehntplatzierten Tadschiken Dilschod Nasarow wurde die verbotene Substanz Dehydrochlormethyltestosteron gefunden. Er wurde für zwei Jahre gesperrt, beginnend mit dem 24. September 2019. Darüber hinaus wurden alle seine im Zeitraum vom 29. August 2011 bis zum 29. August 2013 erbrachten Leistungen annulliert.[5]
- Der in der Qualifikation ausgeschiedene Belarusse Pavel Kryvitski wurde ebenfalls vom IOC nachträglich disqualifiziert. Bei Nachuntersuchungen seiner Dopingprobe wurden die verbotene Substanz Dehydrochlormethyltestosteron nachgewiesen.[6]
- Der ebenfalls in der Qualifikation ausgeschiedene Ukrainer Oleksandr Dryhol hatte wie die vier anderen in diesem Wettbewerb gedopten Athleten Dehydrochlormethyltestosteron zu seiner Leistungssteigerung eingesetzt. Die Disziplinarkommission des IOC entschied im November 2016, dass ihm sein hier erzieltes Resultat aberkannt wird.[7]

Benachteiligt wurden vor allem drei Athleten:
- Kibwe Johnson, USA – Ihm hätten als im Finale achtplatziertem Werfer drei weitere Versuche zugestanden.
- Eivind Henriksen, Norwegen – Er wäre über seine Platzierung für die Finalteilnahme qualifiziert gewesen.
- Jérôme Bortoluzzi, Frankreich – Auch er wäre über seine Platzierung im Finale startberechtigt gewesen.

## Legende
Kurze Übersicht zur Bedeutung der Symbolik – so üblicherweise auch in sonstigen Veröffentlichungen verwendet:
| – | verzichtet |
| x | ungültig   |

Anmerkungen:
- Alle Zeiten in diesem Beitrag sind nach Ortszeit London (UTC±0) angegeben.
- Alle Weitenangaben in Metern (m) notiert.

## Qualifikation
Die Qualifikation wurde in zwei Gruppen durchgeführt. Drei Wettbewerber (hellblau unterlegt) übertrafen die den direkten Finaleinzug Weite von 78,00 m. Damit war die Mindestanzahl von zwölf Finalteilnehmern nicht erreicht. So wurde das Finalfeld mit neun weiteren Wettbewerbern (hellgrün unterlegt) aus beiden Gruppen nach den nächstbesten Weiten aufgefüllt. Für die Teilnahme am Finale waren schließlich 74,69 m zu erbringen. In die Endwertung kamen allerdings nur zehn Werfer, da zwei Teilnehmer wie oben im Abschnitt „Doping“ beschrieben gedopt waren.

### Gruppe A

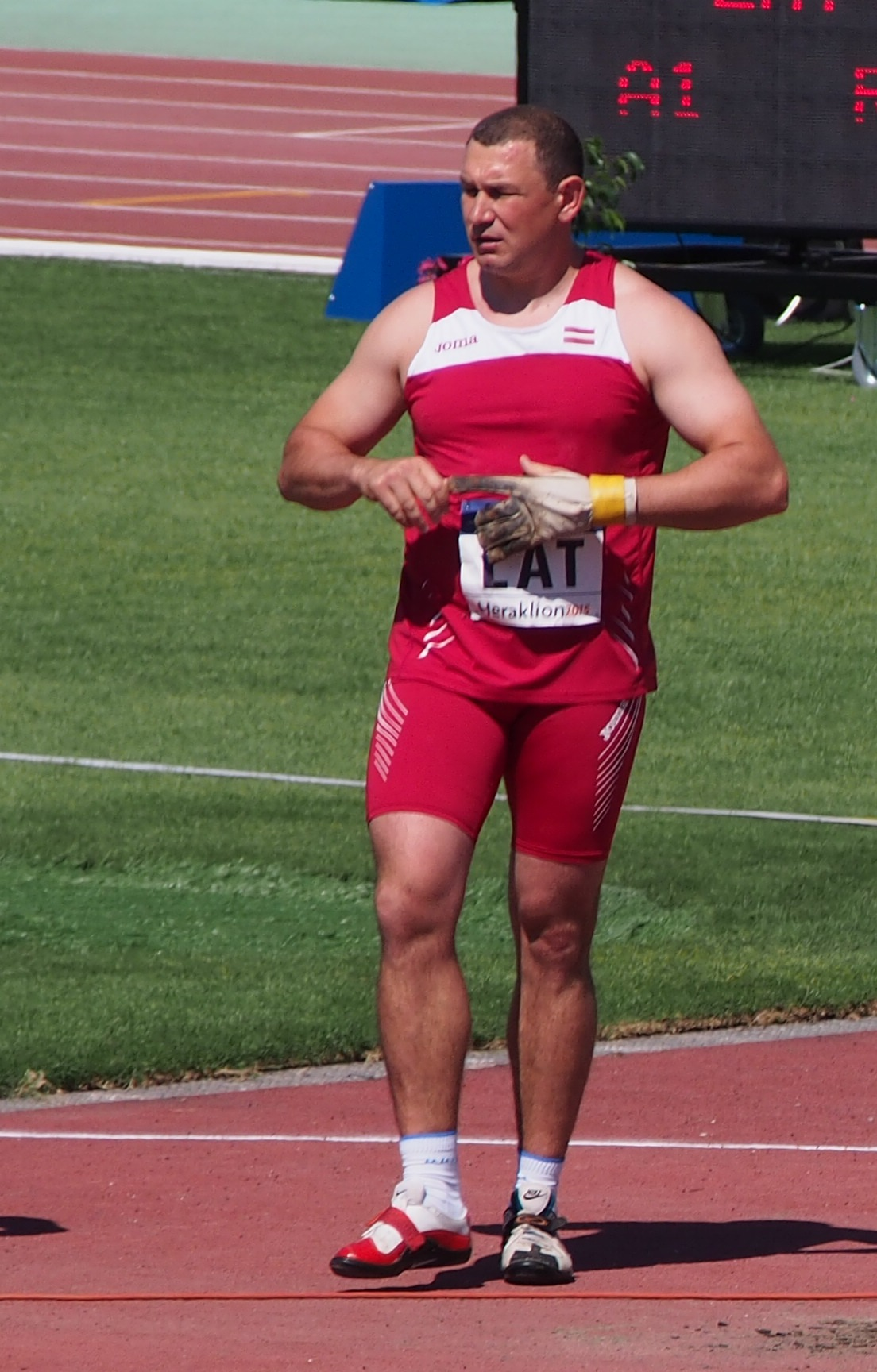
Igors Sokolovs – ausgeschieden mit 72,76 m

3. August 2012, 11:20 Uhr
| Platz | Name                     | Nation         | 1. Versuch | 2. Versuch | 3. Versuch | Weite | Anmerkung                 |
| ----- | ------------------------ | -------------- | ---------- | ---------- | ---------- | ----- | ------------------------- |
| 1     | Kōji Murofushi           | Japan          | 77,18      | 78,48      | –          | 78,48 |                           |
| 2     | Primož Kozmus            | Slowenien      | 78,12      | –          | –          | 78,12 |                           |
| 3     | Oleksij Sokyrskyj        | Ukraine        | x          | x          | 77,65      | 77,65 |                           |
| 4     | Kibwe Johnson            | USA            | x          | x          | 77,17      | 77,17 |                           |
| 5     | Szymon Ziółkowski        | Polen          | 76,22      | x          | 75,68      | 76,22 |                           |
| 6     | Lukáš Melich             | Tschechien     | 75,88      | 75,29      | 72,49      | 75,88 |                           |
| 7     | Nicola Vizzoni           | Italien        | 74,79      | 73,88      | 74,12      | 74,79 |                           |
| 8     | Alexander Smith          | Großbritannien | 72,59      | 74,71      | 73,21      | 74,71 |                           |
| 9     | Eşref Apak               | Türkei         | x          | x          | 73,47      | 73,47 |                           |
| 10    | Igors Sokolovs           | Lettland       | x          | 71,77      | 72,76      | 72,76 |                           |
| 11    | Quentin Bigot            | Frankreich     | 69,22      | 68,17      | 72,42      | 72,42 |                           |
| 12    | Mostafa el-Gamel         | Ägypten        | x          | 70,23      | 71,36      | 71,36 |                           |
| 13    | András Haklits           | Kroatien       | x          | 70,61      | x          | 70,61 |                           |
| 14    | Serghei Marghiev         | Moldau         | 67,17      | 67,32      | 69,76      | 69,76 |                           |
| 15    | Alexandros Papadimitriou | Griechenland   | x          | 66,91      | 67,19      | 67,19 |                           |
| 16    | Suhrob Xoʻjayev          | Usbekistan     | 65,88      | 64,74      | x          | 65,88 |                           |
| DOP   | Kirill Ikonnikow         | Russland       | x          | 76,43      | 76,85      | 76,85 | für das Finale zugelassen |
| DOP   | Dilschod Nasarow         | Tadschikistan  | 73,90      | x          | 75,91      | 75,91 | für das Finale zugelassen |
| DOP   | Pavel Kryvitski          | Belarus        | 71,49      | x          | x          | 71,49 | [ 6 ]                     |
| DOP   | Oleksandr Dryhol         | Ukraine        | x          | 68,02      | 69,57      | 69,57 | [ 7 ]                     |

### Gruppe B
3. August 2012, 13:00 Uhr
| Platz | Name                     | Nation        | 1. Versuch | 2. Versuch | 3. Versuch | Weite | Anmerkung                              |
| ----- | ------------------------ | ------------- | ---------- | ---------- | ---------- | ----- | -------------------------------------- |
| 1     | Krisztián Pars           | Ungarn        | 77,11      | 79,37      | –          | 79,37 |                                        |
| 2     | Waleryj Swjatocha        | Belarus       | 73,11      | 73,07      | 74,69      | 74,69 |                                        |
| 3     | Eivind Henriksen         | Norwegen      | 72,67      | x          | 74,62      | 74,62 | eigentlich für das Finale qualifiziert |
| 4     | Jérôme Bortoluzzi        | Frankreich    | x          | 70,36      | 74,15      | 74,15 | eigentlich für das Finale qualifiziert |
| 5     | Marcel Lomnický          | Slowakei      | x          | 74,00      | x          | 74,00 |                                        |
| 6     | Javier Cienfuegos        | Spanien       | x          | 63,79      | 73,73      | 73,73 |                                        |
| 7     | Ali Mohamed al-Zankawi   | Kuwait        | 70,67      | 73,40      | x          | 73,40 |                                        |
| 8     | Roberto Janet            | Kuba          | 72,52      | 73,34      | 70,19      | 73,34 |                                        |
| 9     | Dzmitry Marshin          | Aserbaidschan | 72,06      | x          | 72,85      | 72,85 |                                        |
| 10    | Kaveh Mousavi            | Iran          | 67,25      | 71,42      | 72,70      | 72,70 |                                        |
| 11    | Alexei Sagarny           | Russland      | 71,02      | 72,52      | x          | 72,52 |                                        |
| 12    | A. G. Kruger             | USA           | x          | 72,13      | x          | 72,13 |                                        |
| 13    | David Söderberg          | Finnland      | x          | 71,26      | 71,76      | 71,76 |                                        |
| 14    | Lorenzo Povegliano       | Italien       | 71,55      | 68,77      | x          | 71,55 |                                        |
| 15    | Nicolas Figère           | Frankreich    | 69,74      | x          | x          | 69,74 |                                        |
| 16    | Konstandinos Stathelakos | Zypern        | 69,65      | x          | x          | 69,65 |                                        |
| 17    | Mergen Mämmedow          | Turkmenistan  | 68,39      | 66,99      | 67,23      | 68,39 |                                        |
| 18    | Juan Ignacio Cerra       | Argentinien   | x          | x          | 68,20      | 68,20 |                                        |
| NM    | Paweł Fajdek             | Polen         | x          | x          | x          | ogV   |                                        |
| NM    | Artem Rubanko            | Ukraine       | x          | x          | x          | ogV   |                                        |
| NM    | James Steacy             | Kanada        | x          | x          | x          | ogV   |                                        |

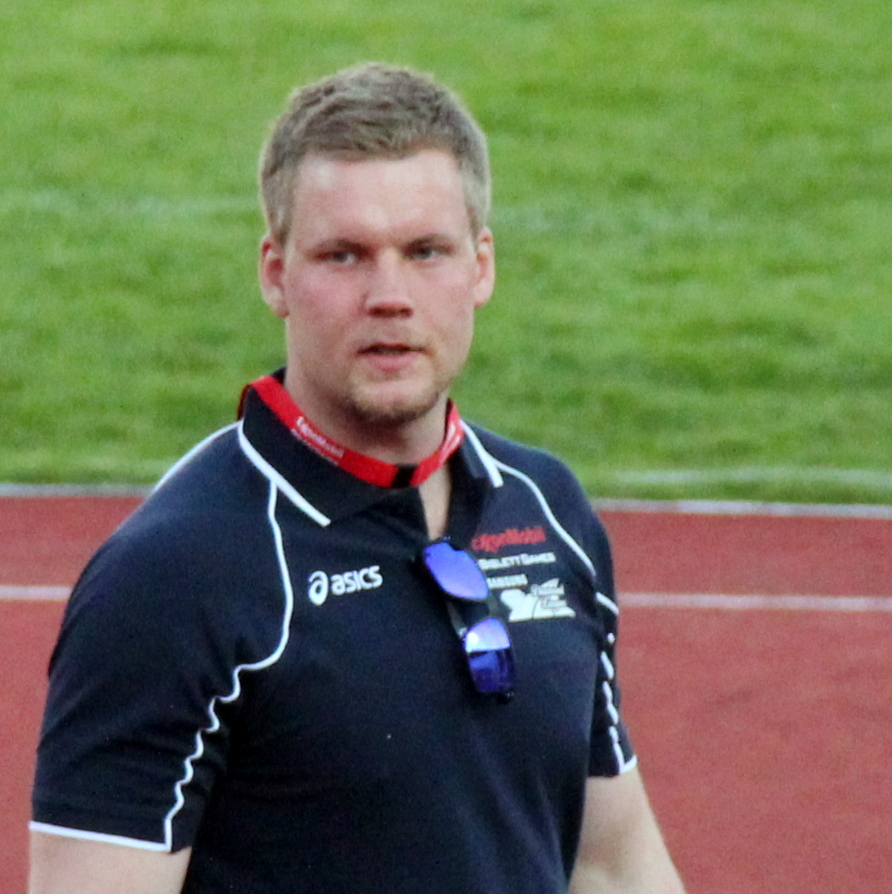
Eivind Henriksen schied mit seinen 74,62 m nur aus, weil ein gedopter Werfer vor ihm lag

Weitere in Qualifikationsgruppe B ausgeschiedene Hammerwerfer:

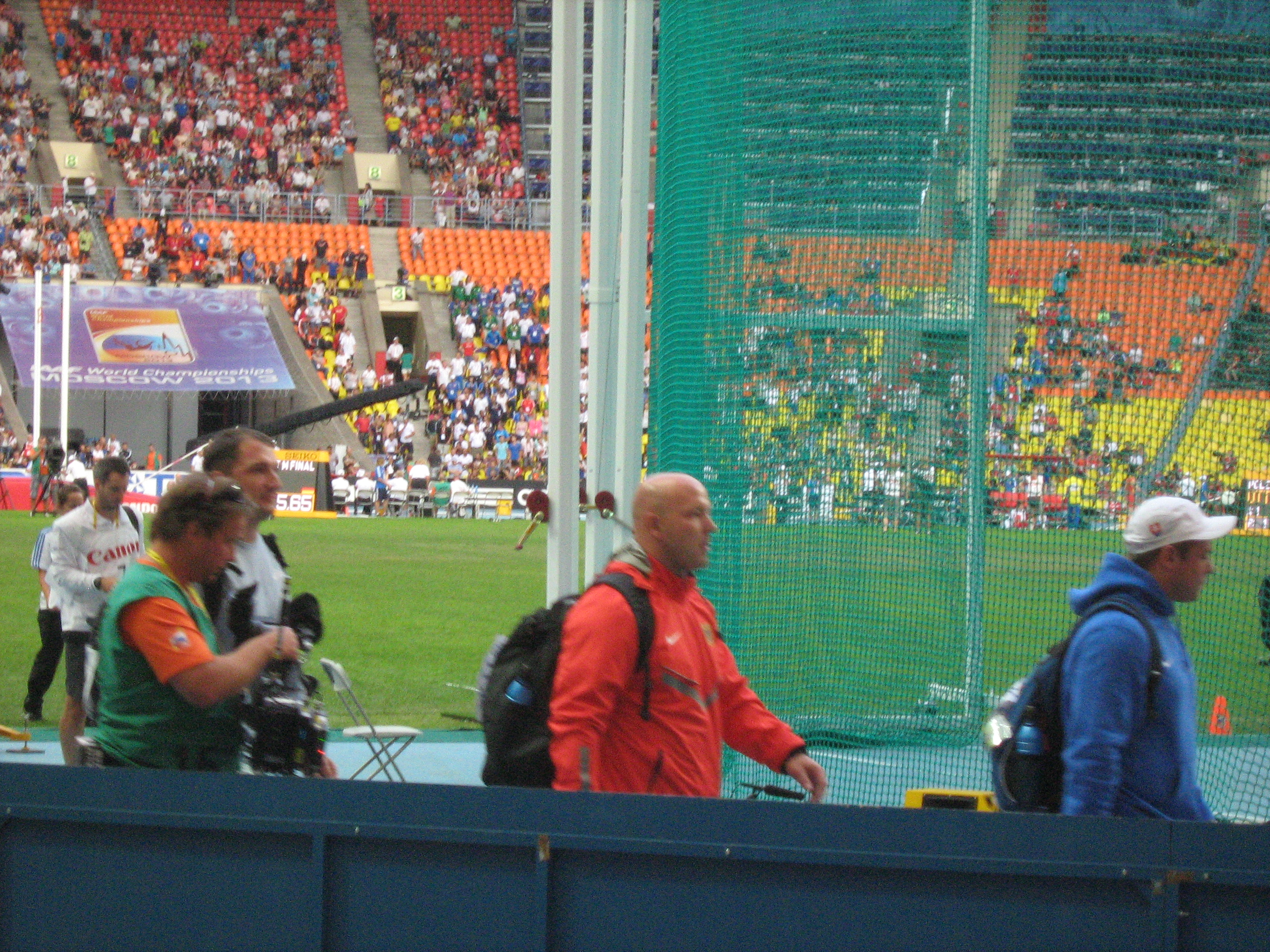
Marcel Lomnický (rechts) – 74,00 m
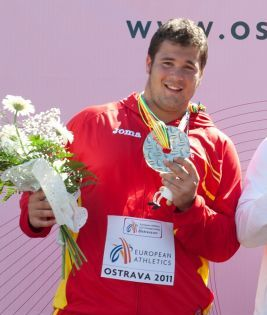
Javier Cienfuegos – 73,73 m
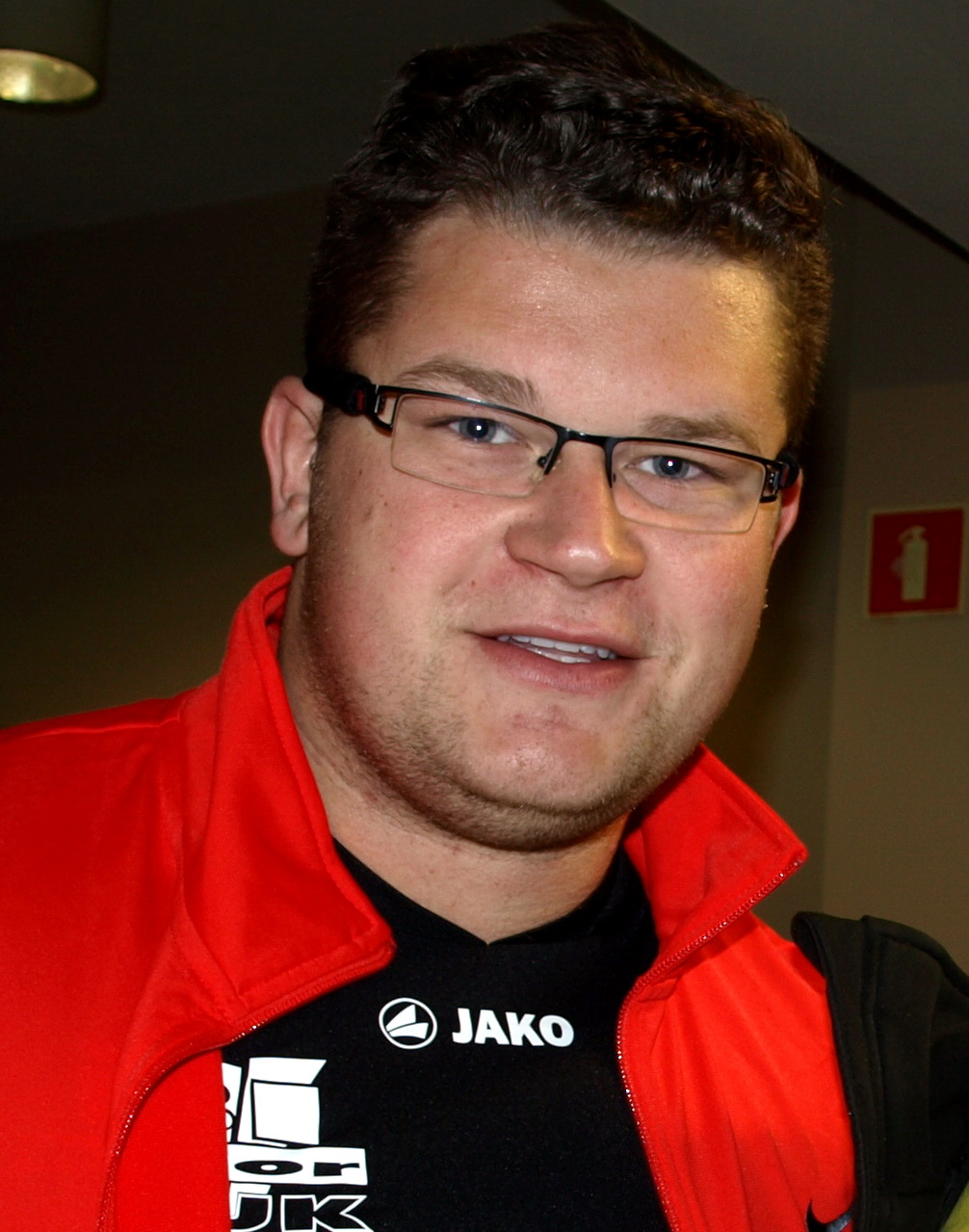
Paweł Fajdek – kein gültiger Wurf

## Finale

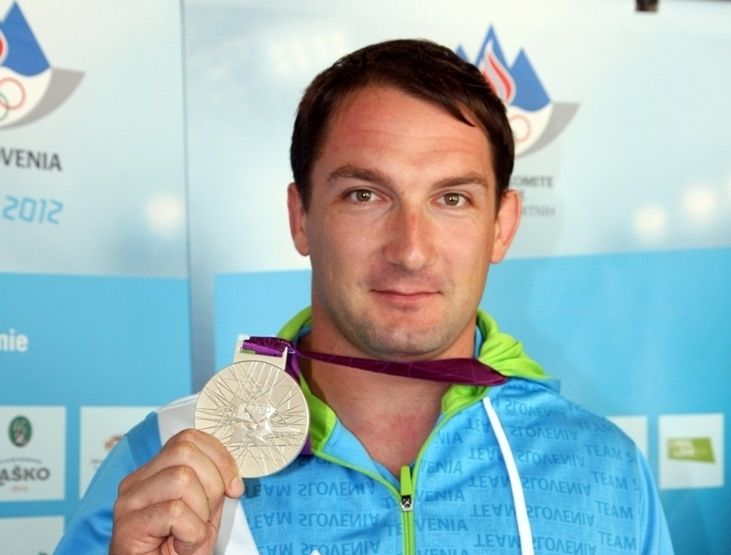
Silbermedaille: Primož Kozmus
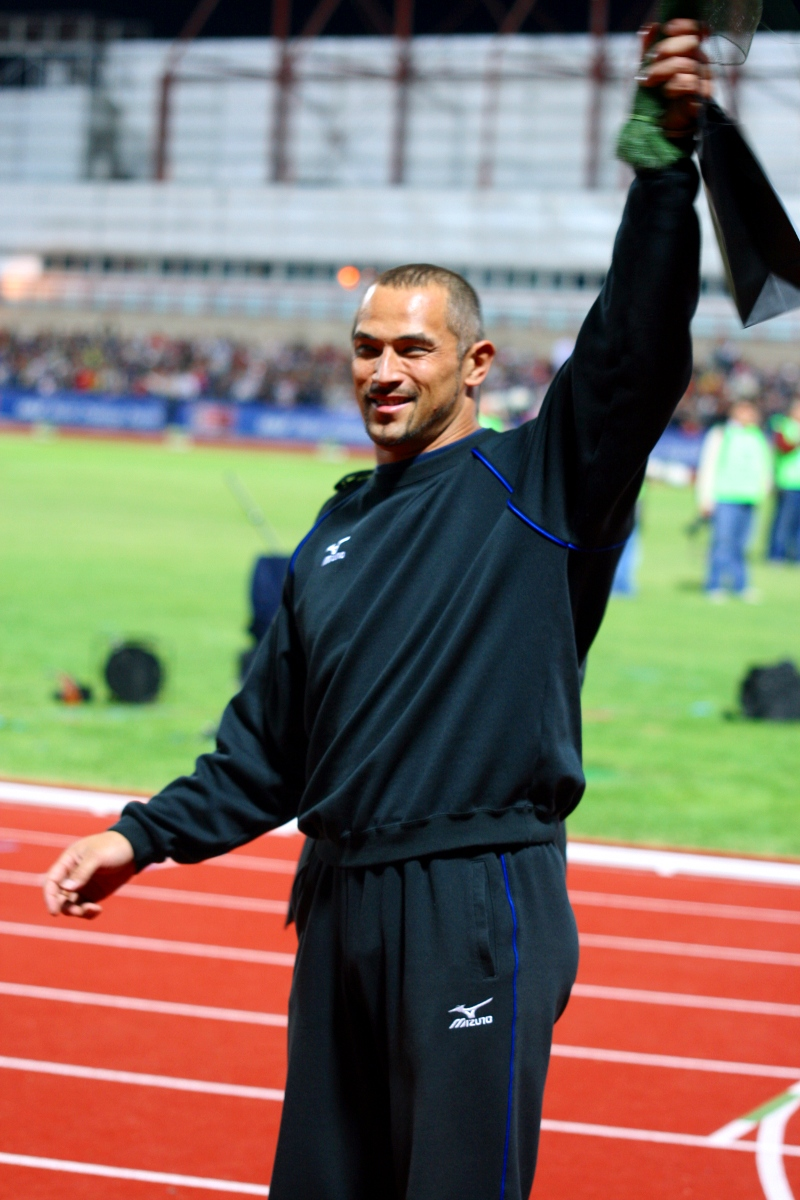
Bronzemedaille: Kōji Murofushi

5. August 2012, 20:20 Uhr
| Platz | Name              | Nation         | 1. Versuch | 2. Versuch | 3. Versuch | 4. Versuch                                    | 5. Versuch                                    | 6. Versuch                                    | Weite | Anmerkung |
| ----- | ----------------- | -------------- | ---------- | ---------- | ---------- | --------------------------------------------- | --------------------------------------------- | --------------------------------------------- | ----- | --------- |
| 1     | Krisztián Pars    | Ungarn         | 79,14      | 78,33      | 80,59      | 79,70                                         | 79,28                                         | 78,88                                         | 80,59 |           |
| 2     | Primož Kozmus     | Slowenien      | 78,79      | x          | x          | x                                             | 79,36                                         | 78,59                                         | 79,36 |           |
| 3     | Kōji Murofushi    | Japan          | x          | 78,16      | 78,71      | 78,09                                         | 77,12                                         | 76,47                                         | 78,71 |           |
| 4     | Oleksij Sokyrskyj | Ukraine        | 76,51      | 78,25      | x          | x                                             | x                                             | 76,99                                         | 78,25 |           |
| 5     | Lukáš Melich      | Tschechien     | 76,73      | 75,67      | 77,17      | 76,28                                         | 18,90                                         | x                                             | 77,17 |           |
| 6     | Szymon Ziółkowski | Polen          | 75,69      | 75,95      | 76,30      | 76,88                                         | 77,10                                         | 75,86                                         | 77,10 |           |
| 7     | Nicola Vizzoni    | Italien        | 75,75      | 75,84      | 75,41      | 76,07                                         | 75,79                                         | x                                             | 76,07 |           |
|       |                   |                |            |            |            |                                               |                                               |                                               |       |           |
| 8     | Kibwe Johnson     | USA            | 73,71      | 74,95      | x          | eigentlich zu drei weiteren Würfen berechtigt | eigentlich zu drei weiteren Würfen berechtigt | eigentlich zu drei weiteren Würfen berechtigt | 74,95 |           |
| 9     | Waleryj Swjatocha | Belarus        | 73,13      | 72,78      | 72,42      | nicht im Finale der besten acht Werfer        | nicht im Finale der besten acht Werfer        | nicht im Finale der besten acht Werfer        | 73,13 |           |
| 10    | Alexander Smith   | Großbritannien | 69,74      | 72,87      | 71,47      | nicht im Finale der besten acht Werfer        | nicht im Finale der besten acht Werfer        | nicht im Finale der besten acht Werfer        | 72,87 |           |
| DOP   | Kirill Ikonnikow  | Russland       | 77,86      | x          | 77,81      | 74,60                                         | x                                             | 77,46                                         | 77,86 | [ 4 ]     |
| DOP   | Dilschod Nasarow  | Tadschikistan  | 70,00      | 70,88      | 73,80      | nicht im Finale der besten acht Werfer        | nicht im Finale der besten acht Werfer        | nicht im Finale der besten acht Werfer        | 73,80 | [ 5 ]     |

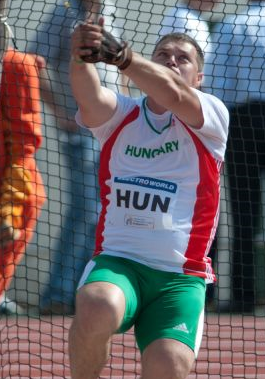
Olympiasieger Krisztián Pars übertraf als einziger Werfer die 80-Meter-Marke

Für das Finale hatten sich zwölf Athleten aus zwölf Nationen qualifiziert, drei von ihnen über die Qualifikationsweite, neun weitere über ihre Platzierungen in der Qualifikation. Zwei von ihnen, der Russe Kirill Ikonnikow sowie der Tadschike Dilschod Nasarow wurden allerdings nachträglich wegen erwiesenen Dopingmissbrauchs disqualifiziert, sodass nur zehn Finalteilnehmer in die Endwertung kamen.
Als Favorit galt der amtierende Europameister Krisztián Pars aus Ungarn. Sein eigentlicher Herausforderer Iwan Zichan aus Belarus war aus der Startliste der Hammerwurfteilnehmer gestrichen worden, weil auch er gegen die Antidopingregeln verstoßen hatte. Damit blieben als stärkste Konkurrenten der japanische Weltmeister von 2011 und Olympiasieger von 2004 Kōji Murofushi und der slowenische Olympiasieger von 2008 Primož Kozmus.
Schon in der ersten Runde übernahm Pars mit 79,14 m die Führung. Ihm folgte mit 78,79 m Kozmus. Im zweiten Versuch schoben sich der Ukrainer Oleksij Sokyrskyj mit 78,25 m auf Platz drei und Murofushi mit 78,16 m auf Platz vier vor. Im dritten Durchgang verbesserte sich Pars auf 80,59 m, Murofushi zog mit 78,71 m an Sokyrskyj vorbei auf Platz drei. Im fünften Versuch gelangen Kozmus 79,36 m, weitere Veränderungen gab es nicht mehr. Damit gewann Krisztián Pars die Goldmedaille vor seinem Vorgänger Primož Kozmus und dem Sieger von 2004 Kōji Murofushi. Oleksij Sokyrskyj wurde Fünfter vor dem Tschechen Lukáš Melich.
- Silbermedaille:
Primož Kozmus
- Bronzemedaille:
Kōji Murofushi

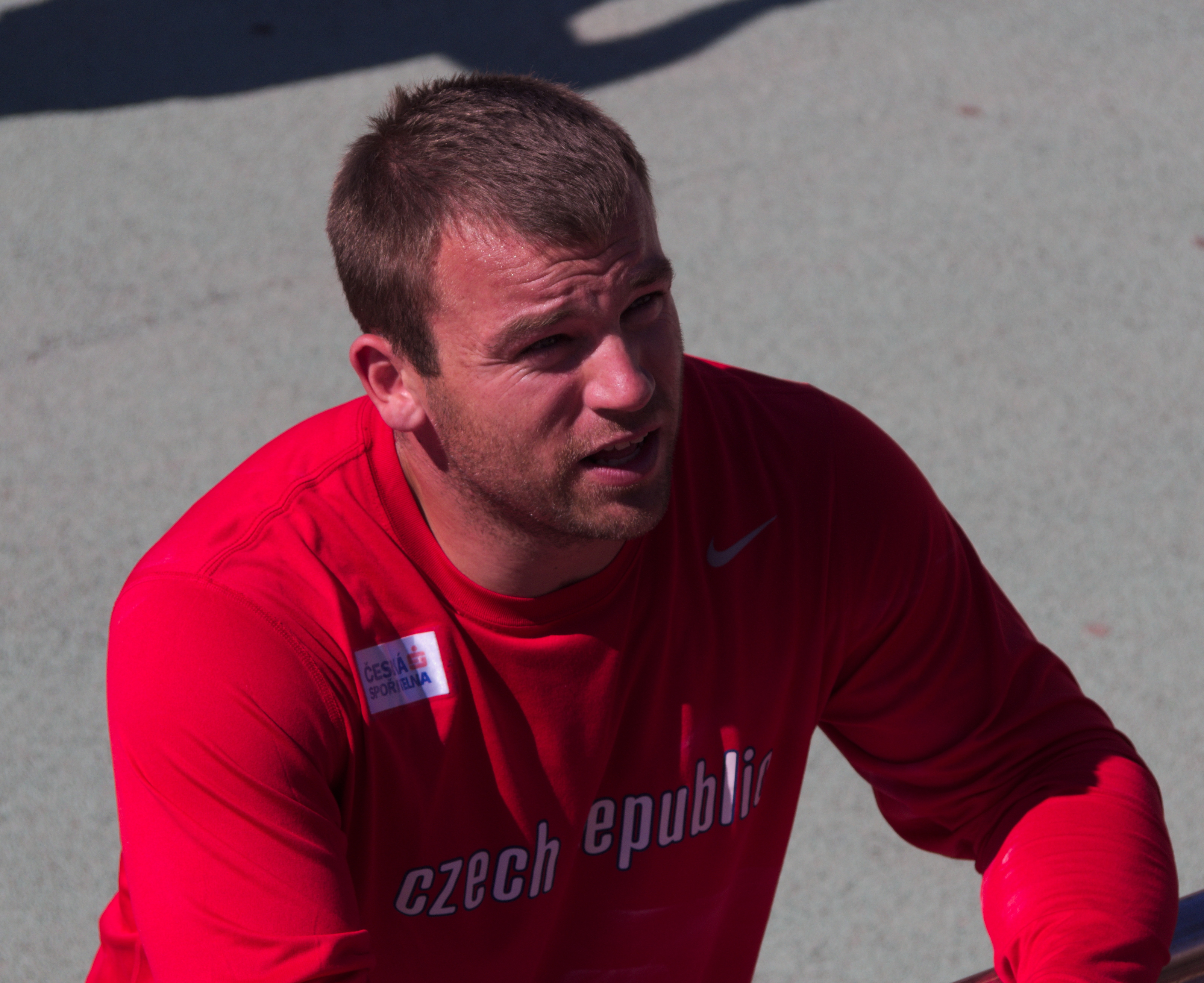
Lukáš Melich wurde Olympiafünfter
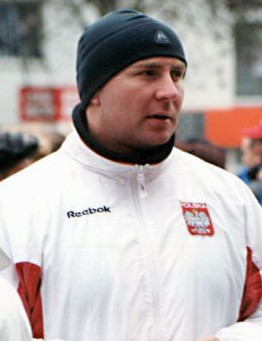
Der Olympiasechste Szymon Ziółkowski
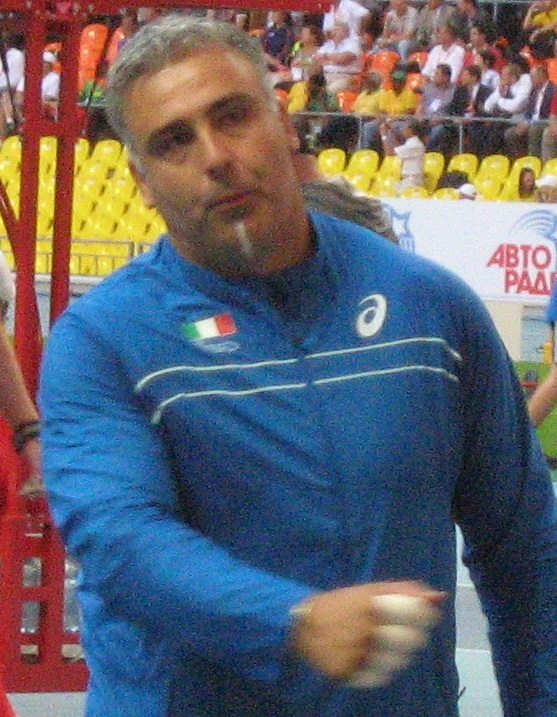
Nicola Vizzoni kam auf den siebten Platz
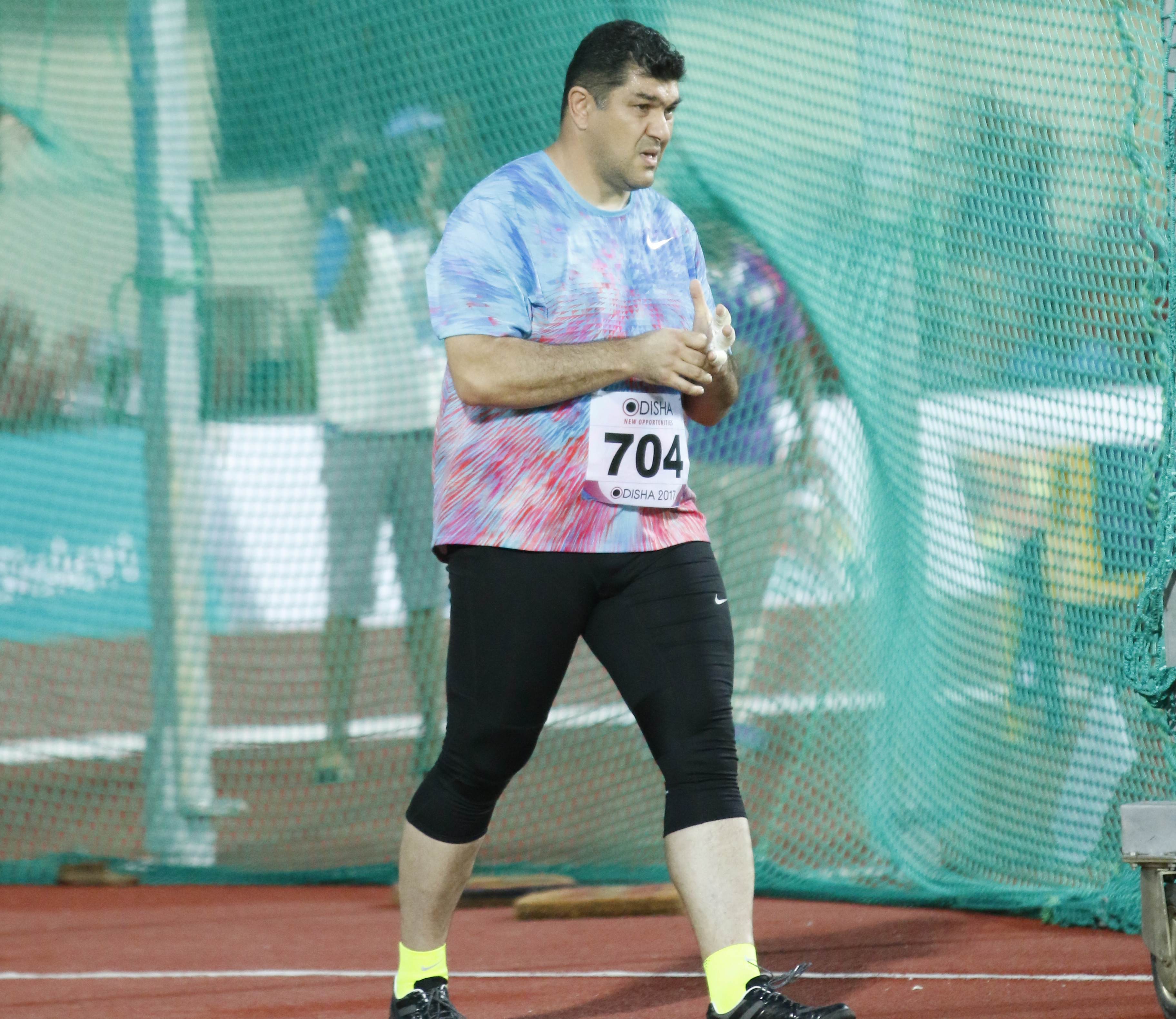
Dilschod Nasarow war einer von vier in diesem Wettbewerb angetretenen gedopten Werfern

## Videolinks
- Men's Hammer Throw Final - Olympics London 2012, youtube.com, abgerufen am 4. April 2022
- Krisztian Pars (HUN) Wins Men's Hammer Throw Gold - London 2012 Olympics, youtube.com, abgerufen am 4. April 2022